# Her Soldier Sweetheart
Pour plus de détails, voir Fiche technique et Distribution.
Her Soldier Sweetheart est un film muet américain, réalisé par Sidney Olcott, sorti en 1910. 
Produit par la Kalem Company et tourné en Floride, le film, dont l'histoire se déroule durant la guerre de Sécession, a pour principal interprète Gene Gauntier.

## Fiche technique
- Titre original : Her Soldier Sweetheart
- Réalisation : Sidney Olcott
- Photographie :
- acteur : Gene Gauntier
- Société de production : Kalem Company
- Pays de production :  États-Unis
- Lieu de tournage : Jacksonville (Floride)
- Longueur : 985 pieds
- Genre : Film dramatique
- Date de sortie :
  - États-Unis : 9 mars 1910 (New York).

## Distribution
- Gene Gauntier